# Auleben
Auleben is een dorp in de Duitse landgemeente Heringen/Helme in de Landkreis Nordhausen in Thüringen.
Het dorp wordt voor het eerst vermeld in een oorkonde uit 802. Vroeger woonden hier diverse adellijke heren; in het dorp staan nog steeds tien van hun boerderij-burchten.
Tot 2010 was het een zelfstandige gemeente, maar in 2010 besloten de gemeenten Auleben, Hamma, Uthleben en Windehausen om samen te gaan tot Landgemeinde Heringen/Helme.